# Zielony Dwór (powiat pucki)
Zielony Dwór, Zielony Dół (kaszb. Parcele, niem. Grünthal) – osada w Polsce położona w województwie pomorskim, w powiecie puckim, w gminie Krokowa.
Osada leży na północnych obrzeżach kompleksu leśnego Puszczy Darżlubskiej, na południe od osady znajduje się jezioro Dobre.
Zielony Dwór wchodzi w skład sołectwa Świecino.
W latach 1975–1998 miejscowość administracyjnie należała do województwa gdańskiego.